# Prosoplus rufobrunneus
Prosoplus rufobrunneus là một loài bọ cánh cứng trong họ Cerambycidae.